# 安陵氏
安陵是中国历史上的罕见姓氏。戰國時期封「安陵」君者有兩人，一為楚國封君，名「壇」。根據《戰國策·楚策一》，战国时期楚宣王將宠爱的大臣「壇」封于安陵，称安陵君；一為魏國封君，未名，與信陵君同時，魏安釐王時人，封地僅五十里，派唐雎出使秦國。《說苑‧奉使篇》記作鄢陵君，《史記‧魏世家》記作安陵氏。其後代即以安陵为姓。